# Саратовец
«Саратовец» — российский мини-футбольный клуб из Саратова. В сезоне 2010—2011 играл в Высшей лиге, втором дивизионе в структуре российского мини-футбола. Шесть сезонов играл в наивысшем дивизионе, лучшее достижение — 7 место в сезоне 1999—2000.
Летом 2011 года снялся с чемпионата.

## Предыдущие названия
- 1994—1998 — СПЗ-Рома
- 1998—2002 — Саратов-СПЗ
- 2002—2010 — Саратов

## История
Мини-футбольный клуб «СПЗ-Рома» был создан в 1994 году на базе любительской команды «Красный Октябрь» при участии Саратовского подшипникового завода. В сезоне 1996—1997 саратовцам удалось занять второе место в Первой лиге, которое позволило им начать следующий сезон в Высшей лиге. За шесть лет выступлений в элите их лучшим результатом стало седьмое место в сезоне 1999—2000. В 1998 году клуб сменил название на «Саратов-СПЗ», а в 2002 году — на «Саратов».
13 место в сезоне 2002—2003 не позволило «Саратову» войти в состав образованной в межсезонье Суперлиги, поэтому следующий сезон он начал в Высшей лиге, которой начиная с того года назывался второй по уровню дивизион. В сезоне 2006—2007 саратовцы стали чемпионами первенства, однако из-за ограниченного финансирования не стали заявляться в Суперлигу.

## Выступления в Чемпионатах России
| Сезон     | Лига             | Занятое Место                    |
| --------- | ---------------- | -------------------------------- |
| 1994-1995 | Первая Лига (II) | 9-10                             |
| 1995-1996 | Первая Лига (II) | 4 (4 место в переходном турнире) |
| 1996-1997 | Первая Лига (II) | 2                                |
| 1997-1998 | Высшая Лига (I)  | 11                               |
| 1998-1999 | Высшая Лига (I)  | 14                               |
| 1999-2000 | Высшая Лига (I)  | 7                                |
| 2000-2001 | Высшая Лига (I)  | 13                               |
| 2001-2002 | Высшая Лига (I)  | 12                               |
| 2002-2003 | Высшая Лига (I)  | 13                               |
| 2003-2004 | Высшая Лига (II) | 2                                |
| 2004-2005 | Высшая Лига (II) | 6                                |
| 2005-2006 | Высшая Лига (II) | 8                                |
| 2006-2007 | Высшая Лига (II) | 3 (плей-офф:1)                   |
| 2007-2008 | Высшая Лига (II) | 9                                |
| 2008-2009 | Высшая Лига (II) | 1 (плей-офф: 2)                  |
| 2009-2010 | Высшая Лига (II) | 12                               |
| 2010-2011 | Высшая Лига (II) | 10                               |

## Бывшие известные игроки
| - Николай Канивец - Станислав Ларионов - Сергей Пономарёв |  | - Роман Путинцев - Сергей Чуйков - Владимир Чурляев |